# Obština Momčilgrad
Obština Momčilgrad (bulharsky Община Момчилград) je bulharská jednotka územní samosprávy v Kărdžalijské oblasti. Leží v jižním Bulharsku ve Východních Rodopech. Správním střediskem je město Momčilgrad, kromě něj zahrnuje obština 47 vesnic. Žije zde přes 15 tisíc stálých obyvatel.

## Sídla
| - Austa - Bagrjanka - Balabanovo - Bivoljane - Čajka - Čobanka - Čomakovo - Čukovo - Devinci - Drumče - Dželepsko - Gorsko Ďulevo - Gruevo - Gurgulica - Junaci - Kamenec | - Karamfil - Konče - Kos - Kremenec - Lale - Letovnik - Momčilgrad (sídlo správy) - Momina Sălza - Nanovica - Neofit Bozvelievo - Običnik - Pazarci - Pijavec - Plešinci - Postnik - Progres | - Ptičar - Ralica - Raven - Sadovica - Sedefče - Sedlari - Sence - Sindelci - Sjarci - Sokolino - Svoboda - Tatul - Vărchari - Vrelo - Zagorsko - Zvezdel |

## Sousední obštiny
| Růžice kompasu |         | Kărdžali           |            | Růžice kompasu |
| Růžice kompasu | Džebel  | Sever              |            | Růžice kompasu |
| Růžice kompasu | Džebel  | Obština Momčilgrad |            | Růžice kompasu |
| Růžice kompasu | Džebel  | Jih                |            | Růžice kompasu |
| Růžice kompasu | Kirkovo |                    | Krumovgrad | Růžice kompasu |

## Obyvatelstvo
V obštině žije 15 265 stálých obyvatel a včetně přechodně hlášených obyvatel 39 389. Podle sčítáni 1. února 2011 bylo národnostní složení následující:
- Turci: 12 049 (84.8 %)
- Bulhaři: 1 518 (10.7 %)
- Romové: 205 (1.4 %)
- ostatní: 439 (3.1 %)